# 巴特腓特烈斯哈尔
巴特腓特烈斯哈尔（德語：Bad Friedrichshall，發音：[baːt ˈfʁiːdʁɪçshal] ⓘ）是德国巴登-符腾堡州斯图加特行政区海尔布隆县的城市，面积24.71平方千米，2023年12月31日人口为19,964人。

## 友好城市
- 法國 圣让勒布朗（1989年）
- 德国 霍恩默尔森（1990年）
- 德国 伊森比特尔（2002年）